# イペ (ブラジル)
イペ（ポルトガル語: Ipê）は、ブラジル南部のリオグランデ・ド・スル州に位置する市である。ブラジルのセラ・ガウシャ地方に属し、2010年5月19日の法律第12.238号により、全国的に「エコロジカル農業の首都」として指定されている。

## 地理
イペは南緯28度49分12秒、西経51度16分45秒に位置し、標高750メートルにある。
面積は599.36平方キロメートルで、2022年の推定人口は5,325人である。
イペはブドウとワインの地域の一部であり、市の南部にはブドウ畑が多く見られる。

### 水文学
イペは、地域の重要な川であるリオ・レオンの源流地でもある。この川は地域のエコシステムや水供給に寄与しており、その源流は大西洋岸森林の特徴を持つ自然植生地に位置している。このことから、環境保全における市の役割が強調されている。

### 方言
- ブラジルポルトガル語
- タリアン語

## 歴史
イペ市の起源は、19世紀後半、1880年頃にさかのぼる。当時、バカリアからサン・レオポルドに向かう途中のトロペイロ（牛追い）が、この地域を通過して宿営地として利用していた。その頃、イペの土地を覆っていた広大な森林はほとんど手付かずの状態で、地域の先住民が自然資源を利用して生活していた。
その後、農民が地域に定住し、トウモロコシを栽培しながら簡素な家を建て始めた。最初の住民の多くは、ガウショやリベルダーデの子孫であり、簡易な木造家屋に住んでいた。
その後、イタリア移民がサン・セバスチャン・ド・カイからこの地域に到着。彼らはカシアス・ド・スルから徒歩や馬でこの地にたどり着き、現在のイペ地域に定住した。
イタリア移民たちは地域の成長と繁栄に大きく寄与した。1890年12月31日、バカリア市議会は4区を設立。この地域には豊富に自生していたイペの木にちなんで「ヴィラ・イペ」と名付けられた。
その後、地域の発展に伴い自治権の取得が議論されるようになった。1985年、フレイ・アウグスト・デナルディ司祭が「自治促進コミュニティ委員会」を設立。1987年9月21日には住民投票が行われ、自治賛成票が多数を占めた。1987年12月15日、州知事ペドロ・サイモンにより法律第8.482号が制定され、イペ市が設立された。
1989年1月1日、市の行政が正式に開始され、最初の市長にプロタジオ・ドゥアルテ・グアゼリ氏が選ばれた。
イペ市民の呼称は「イペエンセ」である。

### 行政形成
- 1890年12月31日、バカリア市に属する「サン・ルイス・デ・フランサ地区」が設立される。
- 1938年、「サン・ルイス・デ・フランサ植民地」に改称。
- 同年、「イペ」に改称。
- 1987年、法律第8.482号によりバカリア市から分離し、イペ市が成立。市の中心地はヴィラ・イペに設置された。
- 1989年1月1日、イペ市の行政が正式に開始される。

### 地名の変遷
| 地名               | 年     |
| ------------------ | ------ |
| フォルミゲイロ1[›] | 1886年 |
| サン・ルイス       | 1890年 |
| ヴィラ・イペ       | 1936年 |
| イペ*              | 1987年 |

^ 1: 移民により与えられた人種差別的な地名

## 政治
| 番号 | 名前                               | 任期開始 | 任期終了   | 備考                     |
| ---- | ---------------------------------- | -------- | ---------- | ------------------------ |
| 1    | プロタジオ・ドゥアルテ・グアゼリ   | 1989年   | 1992年     |                          |
| 2    | エナウディ・サルトール             | 1993年   | 1996年     |                          |
| 3    | ダルシ・ザノット                   | 1997年   | 2000年     |                          |
| 4    | ダルシ・ザノット                   | 2001年   | 2004年     |                          |
| 5    | カルロス・アントニオ・ザノット     | 2005年   | 2008年     |                          |
| 6    | カルロス・アントニオ・ザノット     | 2009年   | 2012年     |                          |
| 7    | ヴァレリオ・エルネスト・マルコン   | 2013年   | 2016年     |                          |
| 8    | ヴァレリオ・エルネスト・マルコン   | 2017年   | 2020年     |                          |
| 9    | カッシアノ・デ・ゾルジ・カオン     | 2021年   | 2023年a[›] | 任期途中で死亡           |
| 9.1  | ジョゼ・マリオ・グラッツィオティン | 2023年   | 2024年     | 副市長が市長職を引き継ぐ |
| 10   | ジョゼ・マリオ・グラッツィオティン | 2025年   | 2028年     |                          |

^ a: 任期中の市長の死亡